# Будега, Фабрис
Фабрис Будега (фр. Fabrice Boudega; род. 24 июля 1998, Яунде) — камерунский футболист, атакующий полузащитник.

## Карьера

### Начало карьеры
Воспитанник камерунского футбольного клуба «Юнион Дуала». В сезоне 2016/2017 стал выступать с клубом в камерунской Премьер Лиге. Летом 2019 года перешёл в косоварский клуб «Балкани», однако игровой практики там не получал и в январе 2020 года отправился в аренду в «Истогу» из Первой Лиги. В июле 2020 года на правах свободного агента на полноценной основе перешёл в клуб. В сезоне 2020/2021 провёл за клуб 28 матчей, в которых отличился 10 голами и 14 результативными передачами. По окончании сезона не стал продлевать контракт и покинул клуб. Вскоре перешёл в «Ульпиану» из косоварской Премьер-Лиги. Дебютировал за клуб 21 августа 2021 года в матче против клуба «Лапи». Провёл за клуб всего 7 матчей, в которых результативными действиями не отметился и в январе 2022 года перешёл в «Фламуртари».

### «Арсенал» Дзержинск
В июле 2022 года перешёл в дзержинский «Арсенал». Дебютировал за клуб 30 июля 2022 года в матче Кубка Белоруссии за выход в четвертьфинал против гродненского «Немана». Дебютировал в Высшей Лиге 7 августа 2022 года в матче против «Гомеля». Вместе с клубом занял 14 место в турнирной таблице и отправился в стыковые матчи за сохранение прописки в высшем дивизионе. По итогу стыковых матчей против рогачёвского «Макслайна» дзержинский клуб потерял прописку в высшем дивизионе. Сам футболист оба матча просидел на скамейке запасных. По окончании сезона покинул клуб.
В августе 2023 года футболист проходил просмотр в брестском «Динамо».